# Girondins mag
Girondins Mag est le magazine officiel du Football Club des Girondins de Bordeaux, créé en interne par le club.
Durant la saison, le magazine sort à chaque début de mois, à l'exception du mois de juillet où il ne parait pas pour cause de trêve estivale. Il est vendu partout en France au prix unique de 3 € 50.
La rédaction se situe au sein même du club, au Château du Haillan, rue Joliot Curie.

## Les rubriques
- - Le mois écoulé - Retour sur le mois écoulé pour les joueurs du FCGB
  - La Vie de Château - Retour sur tout ce qui s'est passé au sein du club durant le mois écoulé
  - Mon Onze à Moi - Un joueur sélectionne onze joueur pour former son équipe de rêve
  - L'Interview
  - L'album Photo - Un joueur ouvre son album photo aussi bien professionnel que privé, et évoque ses souvenirs
  - L'interview Hors Foot
  - Questionnaire de Proust
  - Questions de Femme - Un joueur répond aux questions indiscrètes d'une journaliste féminine
  - L'abécédaire
  - Le Portrait - Portrait d'un des joueurs au scapulaire
  - Les Forums exceptionnels - En partenariat avec GOLD FM et girondins.com, un joueur répond à une très longue interview menée par les journalistes de tous les médias intra-club, ainsi que 2 supporters sélectionnés sur le volet
  - L'invité
  - La Rétro De Max Obispo -  Max Obispo revient sur les belles années du FCGB
  - Carnet de Matches - Retour sur les matchs du mois

Le magazine contient également un poster, de nombreuses photos et le catalogue de la boutique du club, 2 fois par saison (printemps/été - automne/hiver).

## Les rédacteurs
- Cyril Jouison
  - Sébastien Garzon
  - Dominique Le Lann (photographe)
  - Ludwig Mendes
  - Maly Thomas
  - Paul Van de Velde

On retrouve parmi les rédacteurs, Max Obispo (père du chanteur Pascal Obispo), qui fut joueur dans le club au scapulaire. Il tient aujourd'hui la rubrique "rétro" du magazine.

## L'équipe administrative
- - Directeur de la publication : Alain Deveseleer
  - Directeur de la rédaction : Vincent Repoux
  - Rédacteur en chef : Cyril Jouison.

## Les extras
En juin 2009, le FCGB crée un Girondins Mag Spécial Numéro Collector pour fêter le sacre du club au scapulaire.
On retrouve dedans de nombreuses interviews, de Yoann Gourcuff, Laurent Blanc, Jean-Louis Triaud (président du club), Nicolas de Tavernost (actionnaire majoritaire du club) ou encore Pascal Obispo (supporter de marque).
Il est vendu partout en France au prix de 5 € 90. Le magazine, au format spécial, plus épais et sur papier glacé pour l'occasion, contient un poster géant de la remise du titre de Champion de France, aux joueurs, place des Quinconces.